# 衛大經
卫大经（?—?），唐朝蒲州解县（今山西省运城市盐湖区解州镇）人。
卫大经品行卓然高尚，好学精通《易经》，说一不二，不说假话。武则天降诏征召他，他以病推辞。他和魏州人夏侯乾童有交情，听说夏侯乾童母亲去世，徒步前去吊丧。乡人劝阻他，认为夏日酷暑，步行千里不如写信。卫大经认为书信不能尽意。于是出发到魏州，这时夏侯乾童出外，卫大经登门设席，行吊丧礼，不向其家人问讯而还。开元初年，毕构为蒲州刺史，派解县县令孔慎言上门拜见，卫大经已年老，辞病不见。卫大经研究《易》，人称为《易》圣。曾经占筮离世之日，凿墓自写墓志文，果然如占筮的结果一样在那一天死去。

## 延伸阅读
[在维基数据编辑]
 《舊唐書/卷192》，出自刘昫《舊唐書》